# Duttaphrynus sumatranus
Duttaphrynus sumatranus е вид земноводно от семейство Крастави жаби (Bufonidae). Видът е критично застрашен от изчезване.

## Разпространение
Видът е ендемичен за Суматра, Индонезия.